# Лукаришће
Лукаришће је насељено место у саставу града Дугог Села у Загребачкој жупанији, Хрватска. До територијалне реорганизације у Хрватској налазило се у саставу бивше велике општине Дуго Село.

## Становништво
На попису становништва 2011. године, Лукаришће је имало 1.020 становника.

## Попис1991.
На попису становништва 1991. године, насељено место Лукаришће је имало 579 становника, следећег националног састава:
| Попис 1991.‍  | Попис 1991.‍  | Попис 1991.‍ | Попис 1991.‍ | Попис 1991.‍ |
| ------------ | ------------ | ----------- | ----------- | ----------- |
|              |              |             |             |             |
| Хрвати       | Хрвати       |             | 544         | 93,95%      |
| Срби         | Срби         |             | 20          | 3,45%       |
| Југословени  | Југословени  |             | 5           | 0,86%       |
| Словенци     | Словенци     |             | 3           | 0,51%       |
| Црногорци    | Црногорци    |             | 1           | 0,17%       |
| неопредељени | неопредељени |             | 6           | 1,03%       |
| укупно: 579  |              |             |             |             |